# 大沢あかね
大沢 あかね（おおさわ あかね、1985年〈昭和60年〉8月16日 - ）は、日本の女性タレント。本名は川島 茜（かわしま あかね）。愛称はあかねちん。
大阪府大阪市大正区出身。テンカラット所属。夫はお笑いタレントの劇団ひとり。
祖父は元プロ野球選手で、日本ハムファイターズ（現・北海道日本ハムファイターズ）監督や球団常務を歴任した大沢啓二（次項参照）。同じく元プロ野球選手の大沢清と大沢紀三男は大伯父（啓二の兄）にあたる。啓二は母方の祖父であり、大沢姓は母の旧姓からとられた芸名である。

## 略歴
1994年、子役モデルとして芸能界デビュー。2001年以降、学習研究社発行の雑誌（2004年5月まで『ピチレモン』、以後『Fapri』）にて専属モデルを務めていたが、現在はモデルとしての活動はほとんど行っていない。2009年2月4日、自叙伝『母ひとり、娘（こ）ひとり』を幻冬舎から出版する。同年2月16日、劇団ひとりとの結婚を発表。2月17日、婚姻届を提出。2010年3月2日、妊娠を発表、9月8日に第1子となる女児を出産。2016年2月10日、第2子妊娠を発表。同年7月13日、第2子男児を出産。2018年10月9日、第3子妊娠を発表。2019年3月5日、第3子女児の出産を報告。

## 人物
- 13歳の時に、NHKの子供番組『天才てれびくんワイド』にて「てれび戦士」として1年間レギュラー出演し、注目を集める。
- 学生時代はお笑い芸人を目指していたことがあり、中島知子（オセロ）が目標だった。自ら編み出した持ちギャグもいくつかあり、「（右肘をさすりながら）こっちはジーコ、（左肘をさすりながら）こっちはフィーゴ（この一連の動きを2回繰り返す）、（股間を指差しながら）じゃあこっちは?…（一呼吸置いて股間付近をさする手つきで）ベッケンバウアー♪」などがある。
- 祖父の啓二が神奈川出身であることもあり、関西出身にもかかわらず、全国ネットの番組では標準語で話している。その一方で、関西ローカルの番組に出演する際は関西弁を使うことが多い。
- ハイヒールモモコとは旧知の仲で、関西ローカルの番組では共演が多い。モモコの長男である仁一郎と同じ託児施設に預けられていたということで、当時小学生だった大沢は彼の面倒もよく見ていたという話もあり、母親であるモモコとの面識も深い。
- 母親がある時期から家事を放棄したため、炊事、洗濯、掃除をすべてこなすようになった。同じような境遇であるからか、若槻千夏に可愛がられている様子が若槻のブログで述べられる。
- 沖縄が大好きで、プライベートでは友人らと沖縄料理などを食べに行くことで仕事の疲れなどをリフレッシュしている。
- 好きな男性のタイプはオダギリジョー。「子どもの頃から右を見れば江夏、左を見れば張本という環境にいたため、強い男が好き」という発言もしている。

## 作品

### シングル
- 夏日星 - アニメ『修羅の刻』エンディングテーマ

### 映像作品
- 蒼い夏

## 出演

### 映画
- 恋極道（1997年9月6日公開、東映）- ジュン 役
- 一生、遊んで暮らしたい（1998年1月24日公開、ギャガ・コミュニケーションズ）- 娘 役
- 愛を乞うひと（1998年9月26日公開、東宝）
- 弱虫（チンピラ）（2000年11月11日公開、グルーヴコーポレーション）-弥生 役
- かまち（2004年2月28日公開、日本ヘラルド）- 木下みゆき 役
- きみの秘密、僕のこころ -your secret & my heart-（2005年1月8日公開、アーティストハウス）- 桜小百合 役
- 犬と私の10の約束（2008年3月15日公開、松竹）- 岡田友里 役
- 長髪大怪獣ゲハラ（2009年）

### テレビドラマ
- 新・部長刑事アーバンポリス24（京本政樹シリーズ）（朝日放送）※関西ローカル
- ドレミソラ（2002年、毎日放送）- 中野遙 役
- てるてる家族（2003年、NHK総合）- 川上敦子 役
- ブスの瞳に恋してる（2006年、関西テレビ）- 太田絵里 役
- ライフ〜壮絶なイジメと闘う少女の物語〜（2007年、フジテレビ）- 篠塚夕子 役
- Tomorrow〜陽はまたのぼる〜 第1話（2008年、TBS） - 安田涼子 役
- かしましめし 第3話 - 最終話（2023年4月 - 5月、テレビ東京） - 常盤 役
- 放課後カルテ 第5話（2024年、日本テレビ） - 樫井雅 役[8]

### オリジナルビデオ
- 難波金融伝・ミナミの帝王 長編5時間版（1998年）
- 難波金融伝・ミナミの帝王 Vol.54「賠償金の行方」（2005年）

### バラエティ
- あいまいナ!（2010年4月9日 - 2011年4月15日、TBS）
- 社会科ナゾ解明TVひみつのアラシちゃん!（TBS）- 準レギュラー
- 秘密のケンミンSHOW（2009年、読売テレビ）準レギュラー
- 天才てれびくんワイド（1999年 - 2000年、NHK教育）- てれび戦士[注 1]
- おはスタ（テレビ東京）
- ギャグコロスタジオ（テレビ東京）
- Run for money 逃走中（フジテレビ）
- EZ DO DANCE（2006年6月 - 2007年3月、TOKYO MX）
- キャプテン☆ドみの（2007年4月 - 7月、TBS）
- Channel-a（TOKYO MX）
- テレ遊びパフォー!（NHK総合、2008年4月 - 2009年3月）- 司会
- ザキ神っ! 〜ザキヤマさんとゆかいな仲間たち〜（2011年4月23日 - 10月1日、TBS）
- 土曜スタジオパーク（NHK総合、2012年4月6日 - 2017年4月1日）- 司会
- クイズ!紳助くん（2007年1月 - 2009年3月、朝日放送）- アシスタント
- クイズでGo!ローカル線の旅「和歌山・JRきのくに線」（2010年3月19日、NHK総合）
- ヒルナンデス!（日本テレビ）
  - 木曜シーズンレギュラー（2022年4月 - 6月）
  - 木曜レギュラー（2022年7月 - ）

### 情報番組
- おもいッきりイイ!!テレビ（2007年10月 - 2009年3月、日本テレビ）- 木曜パートナー
- ディズニーリゾート ゴクトク10（2013年6月 - 、ディズニー・チャンネル） - MC
- キャスト（2013年10月28日 - 2015年3月、朝日放送）- 月曜コメンテーター
- おはよう日曜診療所（2014年4月6日 - 2015年3月22日、BS日テレ） - 勤務医・永友薫 役
- Lifeサプリ〜かしこくなるTV〜（2014年10月4日 - 2015年9月26日、BS日テレ） - MC
- 情報まるごとキッチン（2015年10月11日 - 、BS日テレ） - MC
- スッキリ!!（2010年12月 - 2018年12月、2021年5月5日、日本テレビ） - 水曜コメンテーター

### 教育番組
- 体験!メディアのABC（2000年、NHK教育）
- テレビでハングル講座（2011年、NHK教育）- 生徒 役

### 政府機関媒体
- 応急手当WEB講習（一般市民向け、2012年度 - 、総務省消防庁）- 進行

### ラジオ
- 大沢あかね energy station（2006年3月25日終了、JFN配給）
- 大沢あかねのハイジャンプ・レディオ!（2007年10月7日 - 2010年6月27日、ニッポン放送）
- 松本ひでお 情報発見 ココだけ（2011年10月 - 2012年3月、ニッポン放送）- 水曜日パートナー
- 大沢あかね LUCKY 7（2025年3月31日 - 、ニッポン放送）

### 広告
- サントリー『C.C.レモン』（2003年） - 相武紗季らと共演
- 但馬屋食品
- 明治製菓『私のレシピ バレンタイン篇』（2005年） - 夏帆、新垣結衣らと共演
- au by KDDI - au MNP・大満足キャンペーン
  - 替える理由“MY割（大沢あかね）”篇（2006年） - 仲間由紀恵と共演
  - 端末ラインナップ篇（2006年） - 速水もこみち・華原朋美・榮倉奈々・いとうせいこうと共演
- エヌ・ティ・ティ・ドコモ北陸
- 東京消防庁、住宅用火災警報器（2009年）
- ハウス『のっけてジュレぽん酢』（2011年 - 2012年）
- シースター『BabySmile』（2022年） - 佐野勇斗と共演[9]
- シャークニンジャ『Shark EVOPOWER SYSTEM NEOⅡ』（2024年）[10]
- 物語コーポレーション 丸源ラーメン 肉そば
  - 「世の中にないラーメンを作りたかった シズル」篇（2025年7月 - ）[11]
  - 「世の中にないラーメンを作りたかった 待つ」篇（2025年7月 - ）[11]

### 劇場アニメ
- シュレック3（2007年）白雪姫 役
- それいけ!アンパンマン うたって てあそび! アンパンマンともりのたから（2011年）キンタン 役

### 舞台
- 舞台『ハリー・ポッターと呪いの子』（2024年7月8日 - 10月30日、TBS赤坂ACTシアター） - ジニー・ポッター 役[12]

## 書籍
- 母ひとり、娘（こ）ひとり（2009年、幻冬舎）

### 雑誌連載
- ピチレモン（2001年 - 2004年、学習研究社）モデル
- Fapri（2004年 - 2005年、学習研究社）モデル